# オンラインヘルプ
オンラインヘルプ（英: Online Help）は、ソフトウェアの一部として提供される手続き的情報や参考情報である。ユーザアシスタンスの一形態である。一般にアプリケーションソフトウェアやオペレーティングシステムを使用する際の補助となるよう設計されるが、それ以外の様々なものについての情報を提示する目的でも使用されることがある。オンラインヘルプとアプリケーションの状態（ユーザーが何をしようとしているか）を結びつけたものを文脈依存ヘルプという。
オンラインヘルプはヘルプ作成ツールを使って作成できる。フォーマットには、独自のものから以下のようにオープン標準を使ったものまで様々なものがある。
- HTML を使う場合: HTML Help、JavaHelp、Oracle Help など
- Portable Document Format（PDF）

## マイクロソフトのヘルプ機構
マイクロソフトは、Windows 上のヘルプシステムのためのプラットフォームとして、以下のものを開発してきた。
- Microsoft QuickHelp - 1987年に入社した Ralph Walden が MS-DOS と OS/2 向けに書いたオンラインヘルプシステム。Walden はその後の WinHelp と HTML Help 1.x にも関わった。
- Microsoft WinHelp（.HLP） - Rich Text Format に基づくもので、Windows 3.1 と Windows 95/NT での業界標準となった。WinHelp を実際に表示するヘルプエンジン（WinHlp32.exe）は Windows 3.0 から Windows XPまでの全 Windows に含まれている。しかし、Windows Vista には無いので、必要ならダウンロード可能である（[1]）。
- Microsoft Compiled HTML Help（.CHM） - HTMLなどをベースとしている。2006年現在の最新版は HTML Help 1.4．最初の HTML Help 1.0 は1997年にリリースされた。
- HTML Help 2.0 - 2001年にマイクロソフトが発表した HTML Help の第2版。2002年に Visual Studio .NET、MSDN Library、Technet 製品などのヘルプ形式として実装された。しかし、Windows などへの搭載は行われていない。
- AP Help 1.0 - Vistaに搭載された新しいオンラインヘルプシステム。他のソフトウェアベンダー向けにヘルプ作成ツールが提供されておらず、マイクロソフトとOEM、一部のソフトウェア企業だけが使っている。

## その他
- Apple Help (.HELP) - Apple独自のヘルププラットフォーム。Mac OS 8.5 以降で使用。
- Sun JavaHelp (.js) - サン・マイクロシステムズがJavaで書いたプラットフォーム独立なヘルプシステム。Java Runtime Environment（JRE）の動作する任意のプラットフォームやブラウザで動作可能。
- Oracle Help - オラクルは2種類のフォーマットを開発している。Oracle Help for Java（OHJ）と Oracle Help for Web（OHW）である。
- DotNetHelp - HTML Help の代替となることを意図したフォーマット。
- Texinfo - GNUプロジェクトにおける公式のドキュメンテーションシステム
- UNIXのmanページ -  UNIXコマンドの標準のヘルプ（ドキュメンテーション）システム
- Information Presentation Facility (IPF) - IBMのOS/2システムで使われたヘルプシステム